# Gévezé
Gévezé is een gemeente in het Franse departement Ille-et-Vilaine (regio Bretagne). De plaats maakt deel uit van het arrondissement Rennes. Gévezé telde op 1 januari 2022 5.987 inwoners.

## Geografie
De oppervlakte van Gévezé bedroeg op 1 januari 2022 27,54 vierkante kilometer; de bevolkingsdichtheid was toen 217,4 inwoners per km².

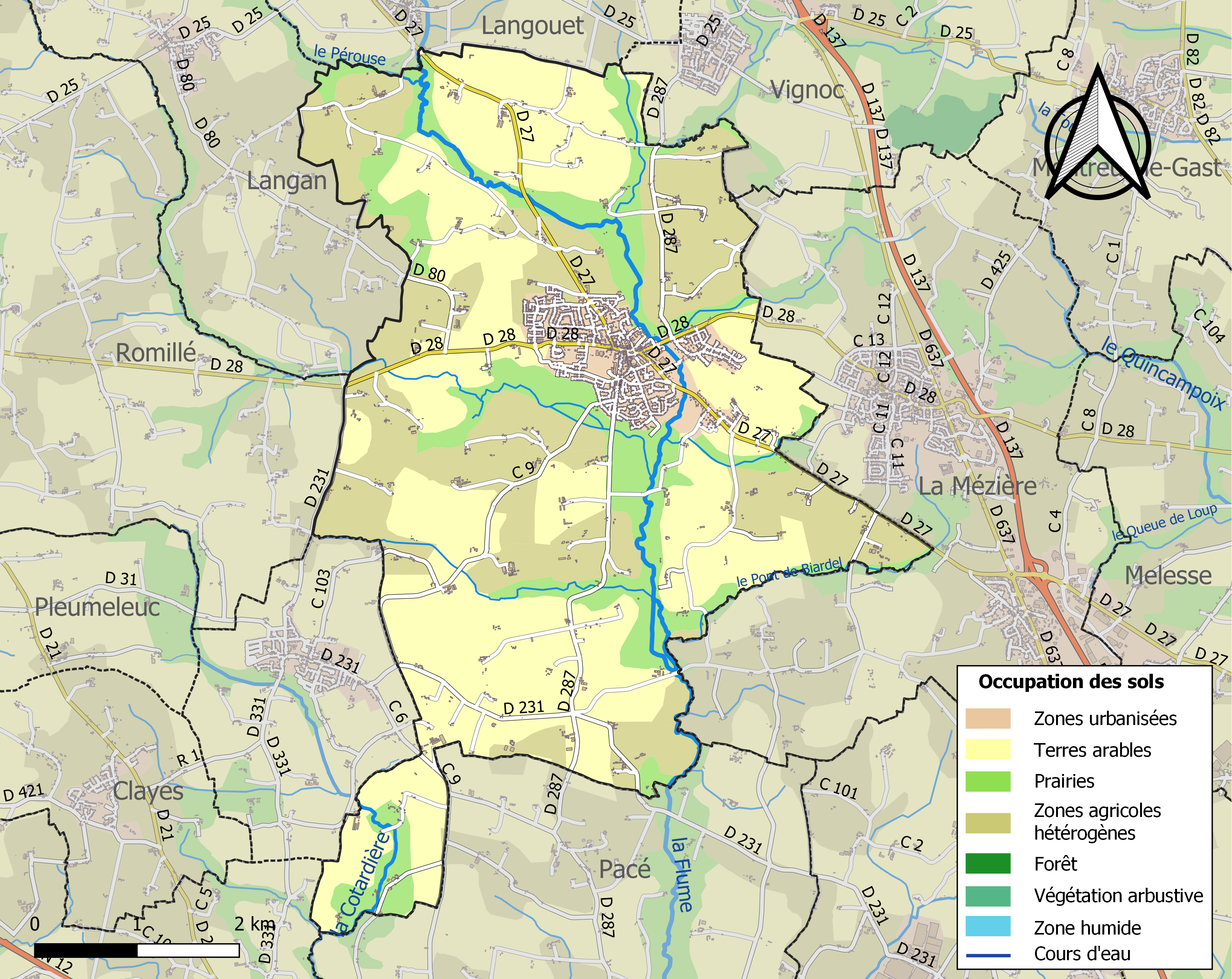
Kaart van de gemeente met belangrijkste infrastructuur, bodemgebruik en omliggende gemeenten

## Demografie
Onderstaande figuur toont het verloop van het inwonertal, bron: INSEE-tellingen. 